# Streptopetalum luteoglandulosum
Streptopetalum luteoglandulosum är en passionsblomsväxtart som beskrevs av R.B. Fernandes. Streptopetalum luteoglandulosum ingår i släktet Streptopetalum och familjen passionsblomsväxter. Inga underarter finns listade i Catalogue of Life.